# Csürülye község
Csürülye község (románul: Comuna Ciurila) község Kolozs megyében, Romániában. Központja Csürülye, beosztott falvai Alsófüle, Felsőfüle, Magyaróság, Magyarszilvás, Sütmeg, Szelicse, Tordaszeleste. 2008 óta Kolozsvár metropolisztérség része.

## Fekvése
Kolozsvártól 20 kilométerre található.

## Népessége
A 2011-es népszámlálás adatai alapján a község népessége 1594 fő volt, azaz növekedett az előző, 2002-es népszámláláskor feljegyzett 1509 főhöz képest. A lakosság túlnyomó népessége román (90,65%), de kisebb számban élnek a községben romák  (3,45%) és magyarok (1,19%). A vallási hovatartozást illetően, a lakosság többnyire ortodox (73,46%), emellett jelen vannak a pünkösdisták (12,61%), Jehova Tanúi (3,2%) és görögkatolikusok (2,63%).

## Nevezetességei
A község területéről az alábbi épületek szerepelnek a romániai műemlékek jegyzékében:
- a magyarósági Szent Mihály és Gábriel arkangyalok fatemplom (LMI-kódja CJ-II-m-B-07732)
- a magyarszilvási Veress-kúria(wd) (CJ-II-m-A-07690)
- a tordaszelestei Szent Mihály és Gábriel arkangyalok fatemplom (CJ-II-m-B-07748)

Országos jelentőségű természetvédelmi terület a Dumbráva-patak.